# 澤納爾 (密蘇里州)
澤納爾（英語：Zenar）是位於美國密蘇里州韋伯斯特縣的非建制地區。

## 歷史
澤納爾的郵局於1900年設立，其後於1909年停運。

## 地理
澤納爾所處的海拔為高於海平面458米（即1503英呎），而該地所採用的時區為UTC-6，即北美中部時區（CST）。同時該地設有夏令時間，為UTC-6調快一小時，即UTC-5（CDT）。